# Orlando ou l'Impatience
Pour les articles homonymes, voir Orlando.
Orlando ou l'Impatience est une pièce de théâtre comique d'Olivier Py créée en 2014 à La Fabrica lors du Festival d'Avignon,.

## Argument
Orlando recherche son père qu'il n'a jamais connu. Sa mère, actrice, le met sur de fausses pistes.

## Distribution (2014)
- Philippe Girard
- François Michonneau
- Matthieu Dessertine
- Eddie Chignara
- Mireille Herbstmeyer
- Laure Calamy
- Jean-Damien Barbin
- Stéphane Leach

## Accueil
Fabienne Pascaud pour Télérama qualifie la pièce de « divin fourre-tout ».